# Everybody in the Casa Mare
Everybody in the Casa Mare este un cântec al formatiei Zdob si Zdub, lansat în 2004, fiind nominalizat pe 22 aprilie 2004 la ceremonia MTV Romanian Music Awards la categoria „Best Ethno”.